# Chalcédoine
Ne doit pas être confondu avec calcédoine.
Chalcédoine (en grec ancien Χαλκηδών / Khalkêdôn) est une cité grecque de Bithynie (actuellement en Turquie), située sur la mer Propontide, à l'entrée orientale du Bosphore, face à Byzance et au sud de Chrysopolis (Scutari, actuellement Üsküdar). Elle s'appelle aujourd'hui Kadıköy et est devenue une banlieue (résidentielle et plutôt aisée) d'Istanbul, dans le prolongement d'Üsküdar.

## Situation
Pline l'Ancien (V, 32) estime sa distance à Byzance, fondée ultérieurement, à 7 stades (soit environ 1 242 m, un stade équivaut à 177,6 mètres). Polybe pour sa part la fixe à 14 stades (environ 2 484 m). Sa localisation, jugée moins favorable que celle de Byzance, a excité les commentaires des historiens grecs. Hérodote (IV, 144) rapporte ainsi :

« Un mot de ce Mégabyse a rendu son nom immortel parmi les habitants de l'Hellespont. Étant à Byzance, il apprit que les Chalcédoniens avaient bâti leur ville dix-sept ans avant que les Byzantins eussent fondé la leur. Là-dessus, il dit qu'ils étaient sans doute alors aveugles, puisque, sans cela, ils n'auraient pas choisi pour leur ville une situation désagréable, lorsqu'il s'en présentait une plus belle. »

Polybe explique également (IV, 44) :

« Atteindre Chalcédoine par mer est une entreprise ardue, tandis que le courant vous porte, bon gré mal gré, vers Byzance. En voici une preuve : lorsque, venant de Chalcédoine, on se dirige vers Byzance, il est impossible de naviguer en droite ligne à cause du courant qui traverse le détroit. Il faut d'abord longer la côte jusqu'à Bous et à l'endroit appelé Chrysopolis. À partir de là seulement, on se laisse aller dans le sens du courant, et l'on est entraîné irrésistiblement vers Byzance. »

Aujourd'hui, le quartier d'Istanbul ayant pour nom Kadıköy occupe l'emplacement de Chalcédoine.

## Histoire
Elle est fondée en 685 av. J.-C. comme colonie de Mégare. La ville est ensuite conquise par le satrape Otanes (Hérodote, V, 26), après l'expédition de Darius Ier contre les Scythes. C'est de Chalcédoine que part, au début des guerres médiques, le pont de bateaux établi pour envahir la Grèce.
Durant la guerre du Péloponnèse, Chalcédoine accueille Lamachos, l'un des trois stratèges envoyés dans l'Hellespont percevoir le tribut de la ligue de Délos (Thucydide, IV, 25, 2). Cependant, la cité change ensuite de camp, et accueille un harmoste et une garnison spartiates. Alcibiade l'assiège en 410 av. J.-C., et défait le satrape Pharnabaze accouru pour défendre la cité. Selon les termes d'un accord rapporté par Xénophon, la cité doit payer un tribut aux Athéniens, dont un arriéré qui pourrait être interprété comme une réinstauration du phoros supprimé en 413 av. J.-C..
Au IIe siècle av. J.-C., elle tombe sous la coupe du royaume de Bithynie et en 145, ses habitants sont contraints de partir pour Nicomédie.
La ville revient à l'Empire romain après qu'Attale III, roi de Pergame lui lègue son royaume en 133 av. J.-C.
Elle est comprise dans le legs de Nicomède IV à l'Empire romain en 74 av. J.-C. Elle subit l'invasion de Mithridate VI, qui est ensuite chassé par Lucullus. De nouveau dans le giron de l'Empire romain, elle redevient une ville libre.
Dans les années 260, elle est pillée par les Goths dirigés par Respa.
Chalcédoine accueille le quatrième concile œcuménique du christianisme en 451 ap. J.-C. : le concile de Chalcédoine. Elle est un ancien évêché.
Chosroès II, roi des Perses sassanides, assiège la ville en 602 et s'en empare pour venger le meurtre de son ami Maurice Tibère ; il menace alors directement Constantinople dirigée par Phocas. La ville revient à l'Empire byzantin l'année suivante, avant d'être à nouveau assiégée (mais non prise) par les Perses en 617 et 626, puis par les Arabes, par mer, en 678 et 718.
Au IXe siècle, des Slaves bientôt hellénisés sont établis dans la région. La Ire et IIe croisades la traversent en 1098 et 1148, non sans quelques pillages, bien que l'on soit en territoire chrétien. En 1204, la IVe croisade s'empare du cœur de l'empire et de Chalcédoine : des persécutions s'abattent sur les habitants, chrétiens, mais orthodoxes (alors que les croisés sont catholiques) : beaucoup s'exilent alors à Nicée. En 1261, Chalcédoine est reprise par les Grecs de l'empire de Nicée, mais en 1326 elle tombe définitivement entre les mains des Turcs ottomans et prend le nom de Kadıköy (le « village du juge »). Elle garde néanmoins une population majoritairement grecque (et plutôt bourgeoise, aisée) jusqu'en 1923, lorsque les échanges de populations consécutifs au traité de Lausanne se traduisent par le départ des Grecs vers le nord de la Grèce et leur remplacement par des Turcs. C'est aujourd'hui une banlieue résidentielle aisée d'Istanbul.

### Sources
- Hérodote, Histoires [détail des éditions] [lire en ligne] (IV, 85 ; V, 26).
- Plutarque, Vies parallèles [détail des éditions] [lire en ligne] (Alcibiade, XXX, 1 ; XXXI, 1 ; Lucullus, VIII, 2 ; IX, 1).
- Thucydide, La Guerre du Péloponnèse [détail des éditions] [lire en ligne] (IV, 75, 2).